# پاناگرا
پاناگرا (به لاتین: Panagra) یک منطقهٔ مسکونی در قبرس شمالی است که در Girne District واقع شده‌است. پاناگرا ۲۲۰ نفر جمعیت دارد.